# Instituto Universitario de Biomedicina
El Instituto Universitario de Biomedicina (IBIOMED) es un instituto de la Universidad de León (España) dedicado a la investigación biomédica en las áreas de conocimiento en las que la biología y otras disciplinas relacionadas sirvan de base para la resolución de problemas de la salud del ser humano, conocimiento de su fisiología y de su desarrollo normal y armónico. Igualmente se incluye la investigación en salud pública, donde la epidemiología, la sociología y otras disciplinas afines tienen su aplicación

## Objetivos
Entre los fines del IBIOMED se encuentran promover la investigación en biomedicina, con una atención particular a la investigación traslacional (aquella que permite transferir el conocimiento desde el laboratorio hacia el paciente), potenciar la transferencia de resultados, favoreciendo la creación de conocimiento aplicado, participar en acciones de promoción, prevención, diagnóstico, tratamiento o rehabilitación, dirigidas a fomentar restaurar o mejorar la salud, y colaborar en el desarrollo de enseñanzas de posgrado

## Actividades
Las actividades en el IBIOMED se organizan fundamentalmente en tres áreas:
- Área de investigación. Las unidades de investigación del IBIOMED son:
  - Inflamación, estrés oxidativo y antioxidantes.
  - Neurobiología.
  - Diferenciación celular y diseño de modelos celulares.
  - Seguridad y eficacia de medicamentos.
  - Terapia celular  en enfermedades osteoarticulares.
  - Gastroenterología, hepatología y nutrigenómica.
  - Modelos animales en cirugía y radiología.
  - Valoración funcional y biomecánica.
  - Ejercicio, salud y calidad de vida.
  - Salud pública y atención primaria.

- Área de formación. El IBIOMED desarrolla los siguientes programas de posgrado de la Universidad de León:
  - Máster Oficial «Innovación en Biomedicina y Ciencias de la Salud». Habilita para el acceso al Programa de Doctorado de Biomedicina y al Programa de Ciencias de la Salud.
  - Máster Oficial «Innovación e Investigación en Ciencias de la Actividad Física y el Deporte». Habilita para el acceso al Doctorado en Ciencias de la Actividad Física y el Deporte.
  - Máster "Cirugía Bucal, Implantología y Periodoncia".
  - Otras actividades de formación:
    - Formación de Técnicos en Prácticas.
    - Prácticas de Cooperación con Empresas.
    - Organización de cursos, simposios y jornadas.

- Área de servicios. El IBIOMED realiza una amplia oferta de servicios para administraciones y empresas en el ámbito de la biomedicina y de las ciencias de la salud y está reconocido como Centro Sanitario por el Sistema de Salud.